# Cmentarz klasztorny w Krzeszowie
Cmentarz klasztorny – znajduje się w powiecie kamiennogórskim w Krzeszowie.
Zabytkowy cmentarz klasztorny z ok. 1830 r., na którym pochowani są cystersi, benedyktyni, benedyktynki oraz księża diecezjalni. Funkcjonalnie podzielony jest na dwie części: górna i dolną (Sióstr Benedektynek). 
Ostatni pochówek miał miejsce w 2018 r.

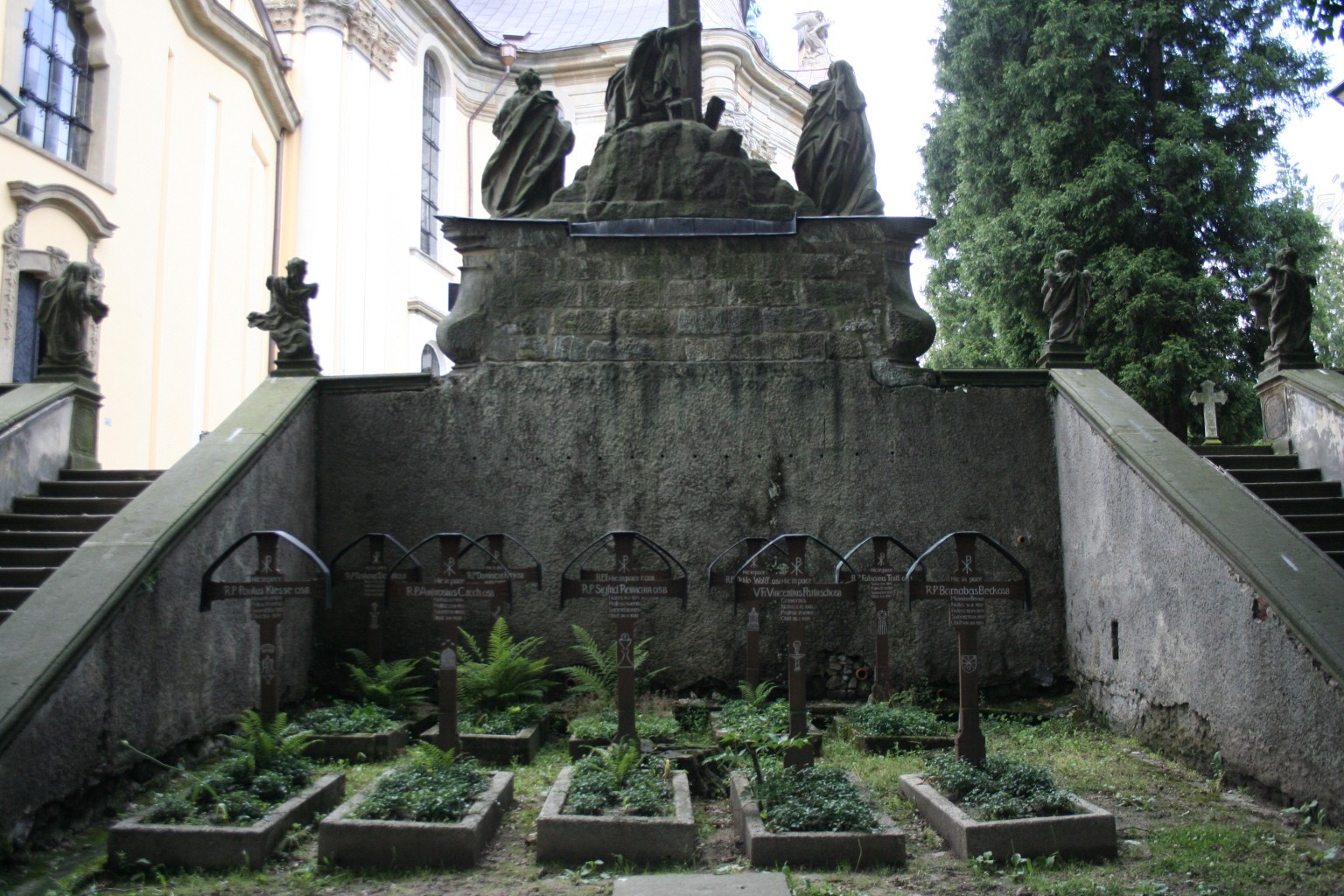
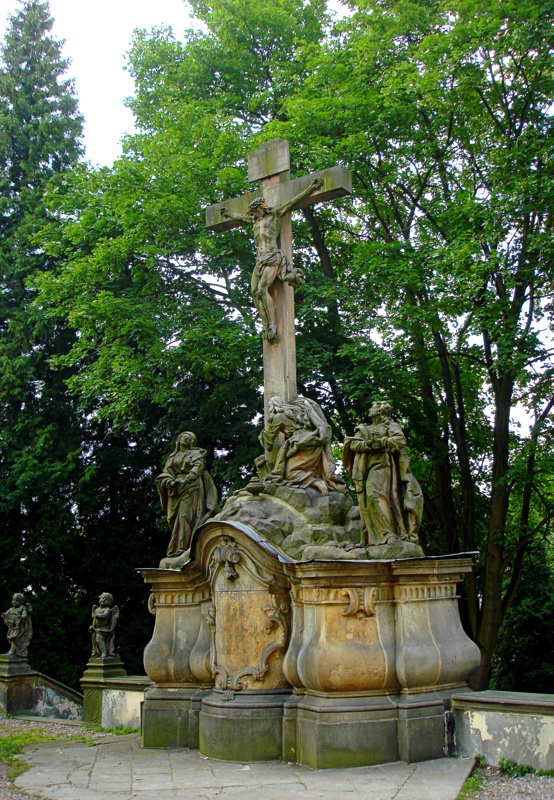
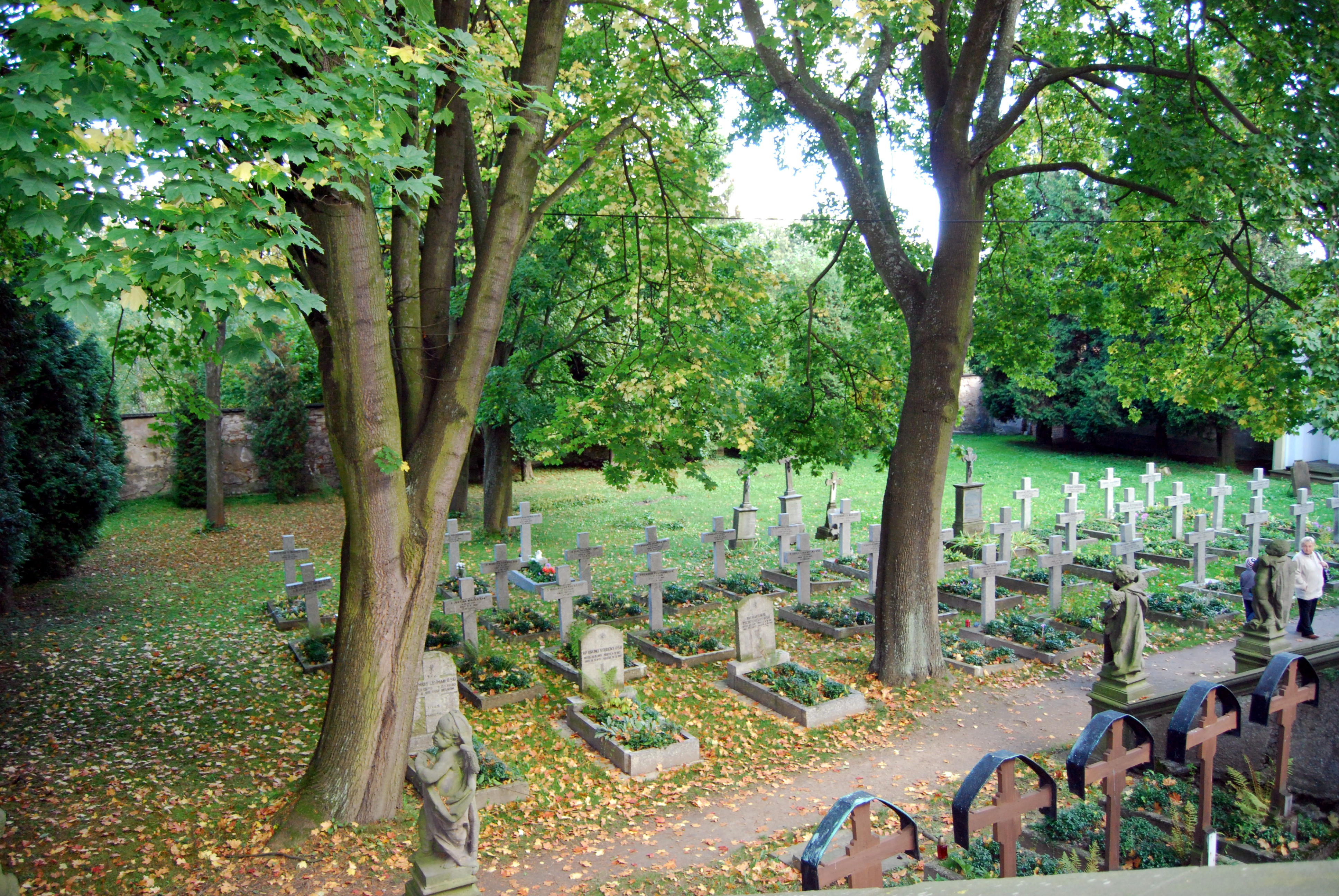
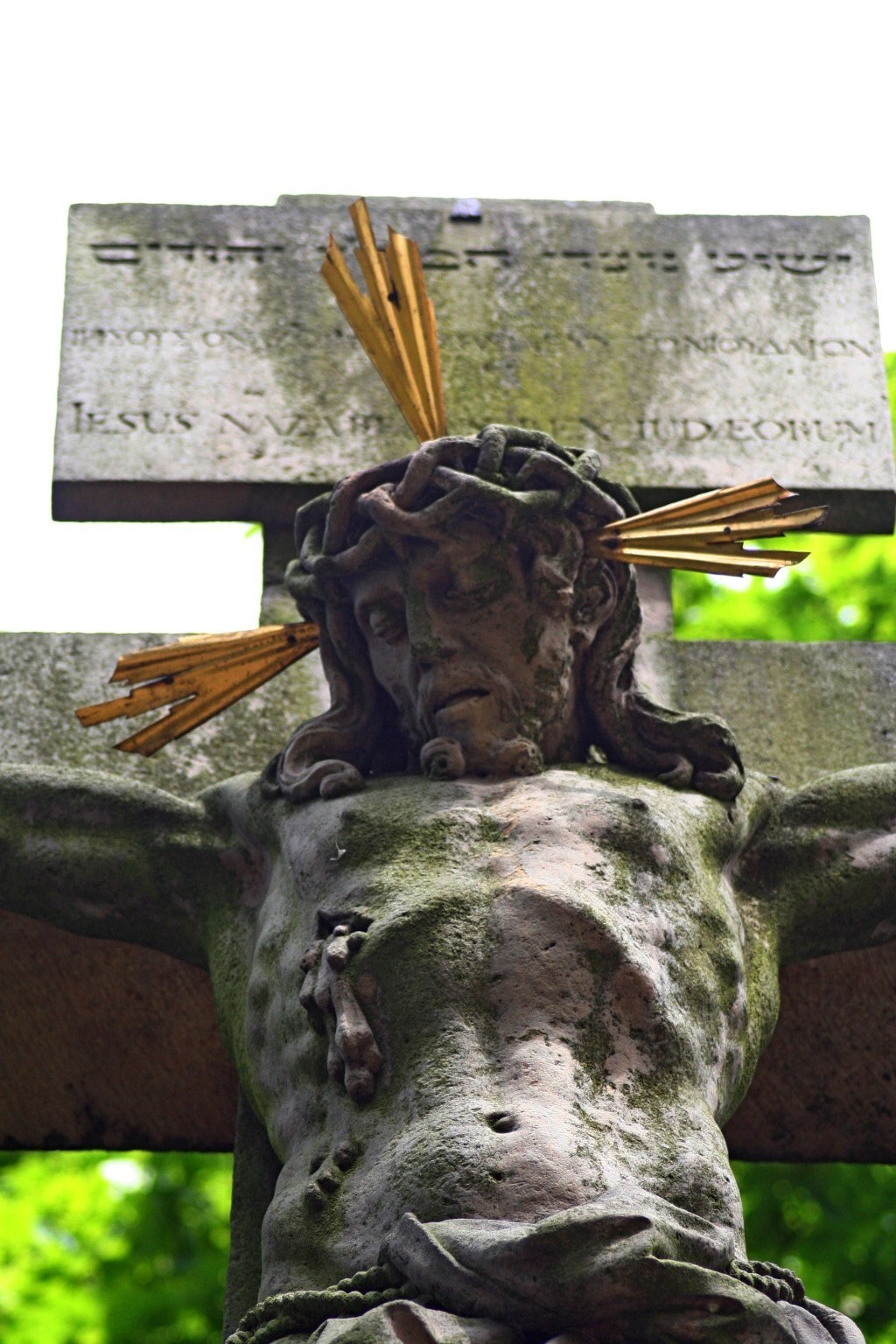